# 和倉溫泉

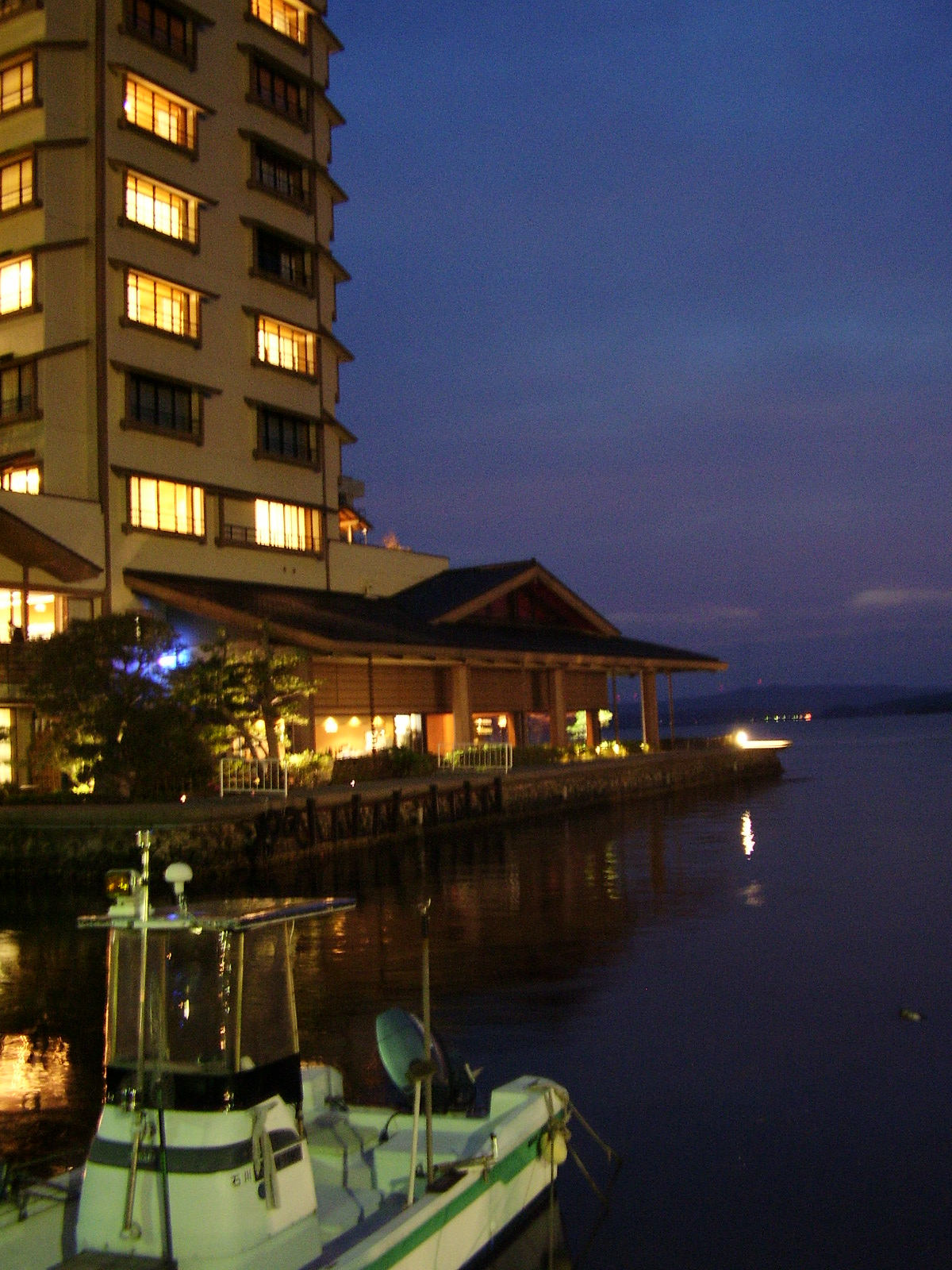
和倉溫泉

和倉溫泉（わくらおんせん）是日本石川縣七尾市的溫泉。

## 溫泉街
全國有數的高級溫泉街，加賀屋等溫泉旅館面七尾灣而建。能登觀光的玄關口，吸引來自縣內外的遊客。

## 泉質
鈉・鈣塩化物泉。

## 歷史
開湯1200年的古老溫泉，傳說漁夫看見受傷的白鷺在湧出熱水的海上（湧浦）療傷而發現。

## 脚注
1. ↑  和倉温泉について （页面存档备份，存于） 和倉温泉観光協会

## 關連項目
- 能登半島國定公園
- 妻戀舟之湯
- 和倉溫泉車站
- 溫泉番付

## 外部連結
- 和倉温泉～わくらづくし～ 和倉温泉観光協会•和倉温泉旅館協同組合（页面存档备份，存于）